# Douglas McGrath
Pour les articles homonymes, voir McGrath.
Douglas McGrath, né le 2 février 1958 à Midland (Texas) et mort le 3 novembre 2022 à New York, est un acteur, scénariste et réalisateur américain.

## Biographie
Fils d'un producteur texan de pétrole, Douglas McGrath fait ses études supérieures à l'université Princeton, où il fait partie de la troupe théâtrale du Princeton Triangle Club (en).

### Carrière
Douglas McGrath signe des textes pour l'émission humoristique Saturday Night Live pendant la saison 1980-1981.
Comme acteur, il apparaît en 1994 dans le petit rôle de Snodgrass du film Quiz Show, réalisé par Robert Redford.
En 1995, il est nommé pour l'Oscar du meilleur scénario original pour Coups de feu sur Broadway (Bullets Over Broadway), film co-écrit et réalisé par Woody Allen. C'est avec ce film qu'il est également nommé l'année suivante dans la même catégorie aux BAFTA Awards. 
L'association de la Writers Guild of America le nomme également à deux reprises pour le prix du meilleur scénario : d'abord pour Coups de feu sur Broadway en 1995, ensuite pour le film Emma, l'entremetteuse (Emma) en 1997.

### Famille
En 1995, Douglas McGrath épouse Jane Read Martin. Il est le père de trois enfants.

## Filmographie

### Acteur
- 1994 : Quiz Show de Robert Redford : Snodgrass
- 1996 : En route vers Manhattan (The Daytrippers) de Greg Mottola : Chap
- 1997 : Prix Fixe de Jonathan Glatzer : Bob Waterman
- 1998 : Happiness de Todd Solondz : Tom
- 1998 : Celebrity de Woody Allen : Bill Gaines
- 1999 : Révélations de Michael Mann : Private Investigator
- 2000 : Company Man: Alan Quimp
- 2000 : Escrocs mais pas trop de Woody Allen : avocat de Frenchy
- 2002 : Hollywood Ending de Woody Allen : Barbeque Guest
- 2007 : Michael Clayton de Tony Gilroy : Jeff Gaffney
- 2009 : Un homme sans exception de Brian Koppelman et David Levien : Dean Edward Gitleson
- 2009 : Girls (série TV) : Toby Cook
- 2016 : Café Society : Norman
- 2016 : Crisis in Six Scenes (série télévisée), épisode 1 : Doug
- 2017 : Godless (série télévisée), épisode 2 The Ladies of La Belle : Edward Solomon
- 2020 : Rifkin's Festival de Woody Allen : Gil Brener

### Scénariste

#### Télévision
- 1980 : Saturday Night Live (série télévisée, 1980–1981): 12 épisodes
- 1989 : La Loi de Los Angeles (L.A. Law) (série télévisée) : 1 épisode

#### Cinéma
- 1993 : Comment l'esprit vient aux femmes (Born Yesterday) de Luis Mandoki
- 1994 : Coups de feu sur Broadway (Bullets Over Broadway) de Woody Allen
- 1996 : Emma, l'entremetteuse (Emma)
- 2000 : Company Man de Peter Askin
- 2002 : Nicholas Nickleby
- 2006 : Scandaleusement célèbre (Infamous)

### Réalisateur
- 1996 : Emma, l'entremetteuse (Emma)
- 2000 : Company Man
- 2002 : Nicholas Nickleby
- 2006 : Scandaleusement Célèbre (Infamous)
- 2011 : His Way (documentaire)
- 2011 : Mais comment font les femmes ? (I Don't Know how She Does It)
- 2016 : Becoming Mike Nichols (documentaire sur le réalisateur Mike Nichols)